# Santa Maria Maggiore (Florenz)

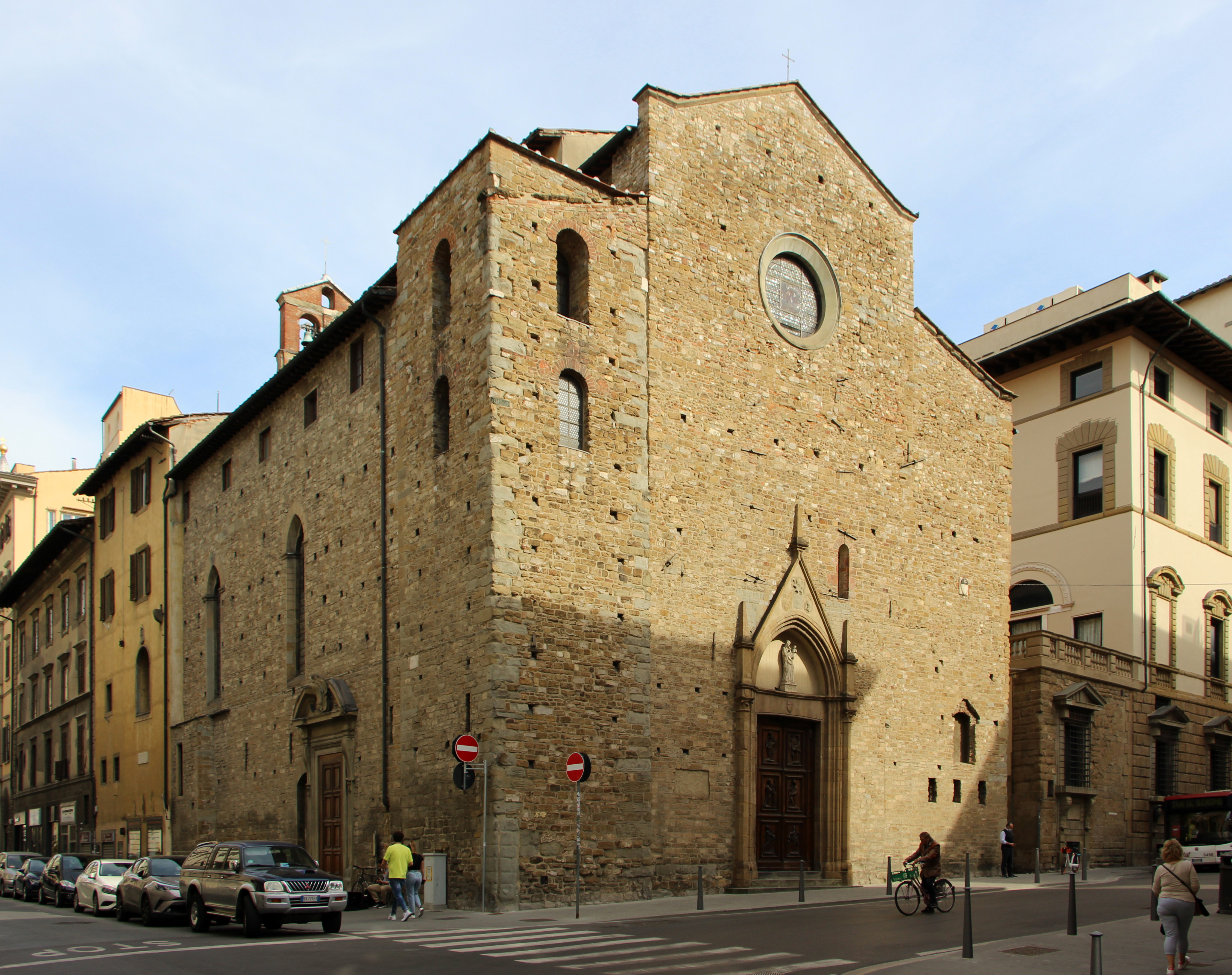
Frontansicht von Santa Maria Maggiore (2006)

Santa Maria Maggiore ist eine römisch-katholische Kirche in Florenz und Teil einer ehemaligen Klosteranlage.

## Geschichte und Kunst
Die Kirche wurde erstmals im 10. Jahrhundert erwähnt. Legenden zum Ursprung von Santa Maria Maggiore gehen bis ins 6. Jahrhundert zurück. Im 13. Jahrhundert übernahm der Orden der Zisterzienser die Kirche, welche sich zur damaligen Zeit in unmittelbarer Nähe zur Stadtmauer befand. Nach der Erweiterung der Stadtbefestigung wurde die Kirche zu einer dreischiffigen Basilika umgebaut.
Im Jahr 1521 übernahmen Karmeliten der Mantuaner-Kongregation die Kirche und bauten das Kanonikerstift in ein Kloster um. Im 17. Jahrhundert wurde der gotische Glockenturm gekappt.
Die Zierarchitektur auf der inneren Fassadenwand stammt von Bernando Buontalenti, das Altargemälde von Lodovico Cigoli. Im Jahr 1880 wurden in der Hauptchorkapelle Überreste eines Freskenzyklus aus dem 14. Jahrhundert entdeckt, die Spinello Aretino zugeschrieben werden.
Das angrenzende Klostergebäude wird heute anderweitig genutzt.